# Geghard
Klasztor Geghard – zespół klasztorny z IV wieku w Armenii w marzie Kotajk. 

## Historia
Według tradycji kompleks został założony przez Grzegorza Oświeciciela. Pierwszy klasztor został zniszczony przez Arabów w IX wieku. Monaster przeżywał rozkwit w XIII wieku, głównie dzięki przechowywanym tu szczątkom św. Andrzeja i św. Jana i relikwii Włóczni Przeznaczenia przyciągającym pielgrzymów.  
Zespół obejmuje kościoły i grobowce wykute w skale. Najstarsza część kompleksu to wykuta w skale, niedokończona kaplica Grzegorza Oświeciciela. Główny kościół (Kathoghikè) wzniesiony w 1215 roku na planie krzyża równoramiennego wpisanego w kwadrat nakrywa kopuła. Wschodnie ramię krzyża zamyka apsyda. Do kościoła przylegają dwie dwupiętrowe kaplice. Konstrukcja świątyni przypomina architekturę armeńskiej chaty chłopskiej – cztery masywne, wolno stojące kolumny podtrzymują kopułę z okrągłym otworem pośrodku by oświetlić wnętrza. Narteks łączy kościół ze świątynią wykutą w skale.  
Pierwszy kościół wykuty w skale powstał na planie krzyża równoramiennego przed 1250 rokiem. W jego wschodniej części znajduje się grobowiec dynastii Proszian, przez który przechodzi się do drugiej świątyni w skale wykutej w 1283 roku.
W 2000 roku klasztor został wpisany na listę dziedzictwa kulturowego UNESCO.

## Galeria

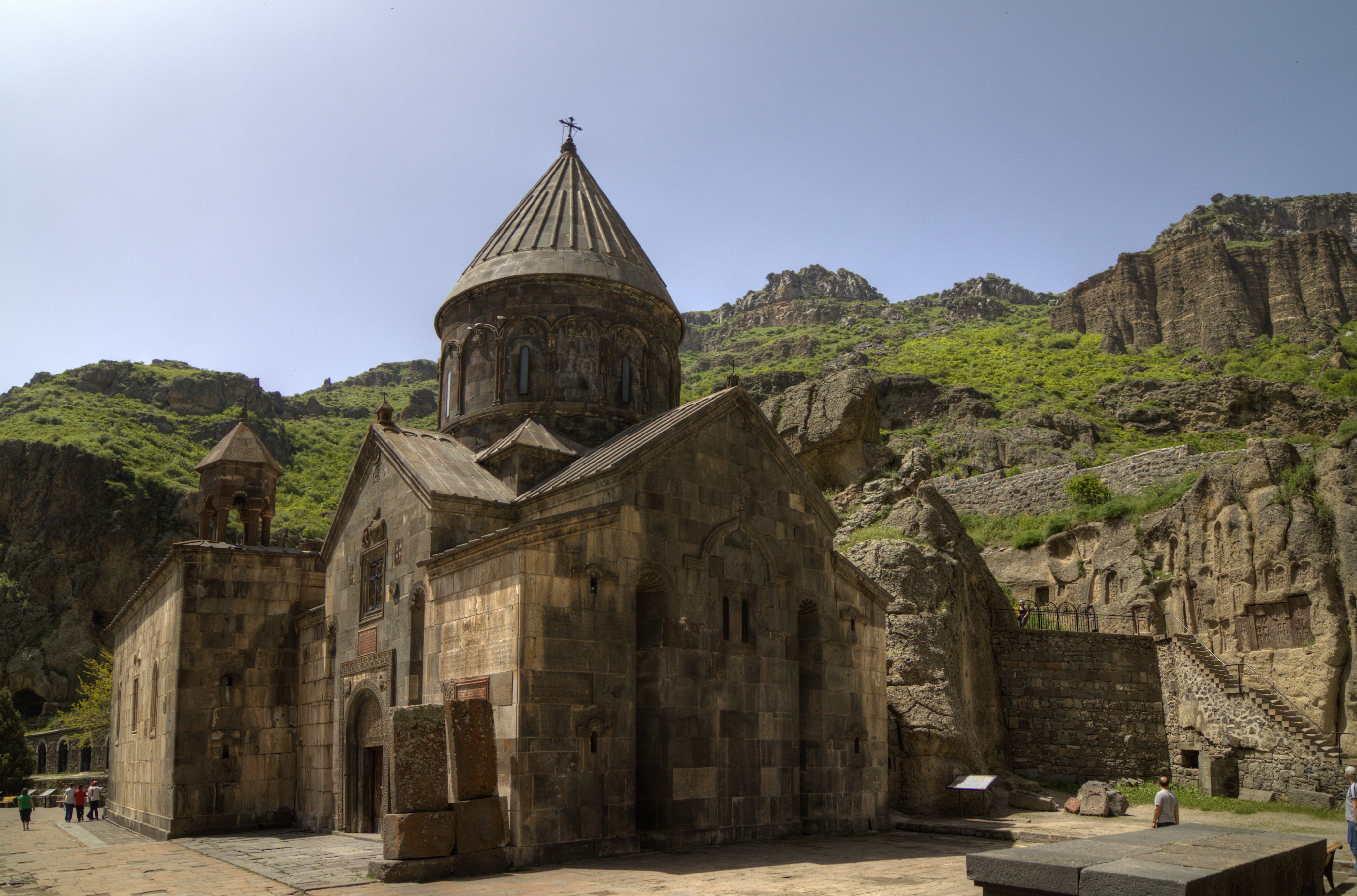
Klasztor Geghard
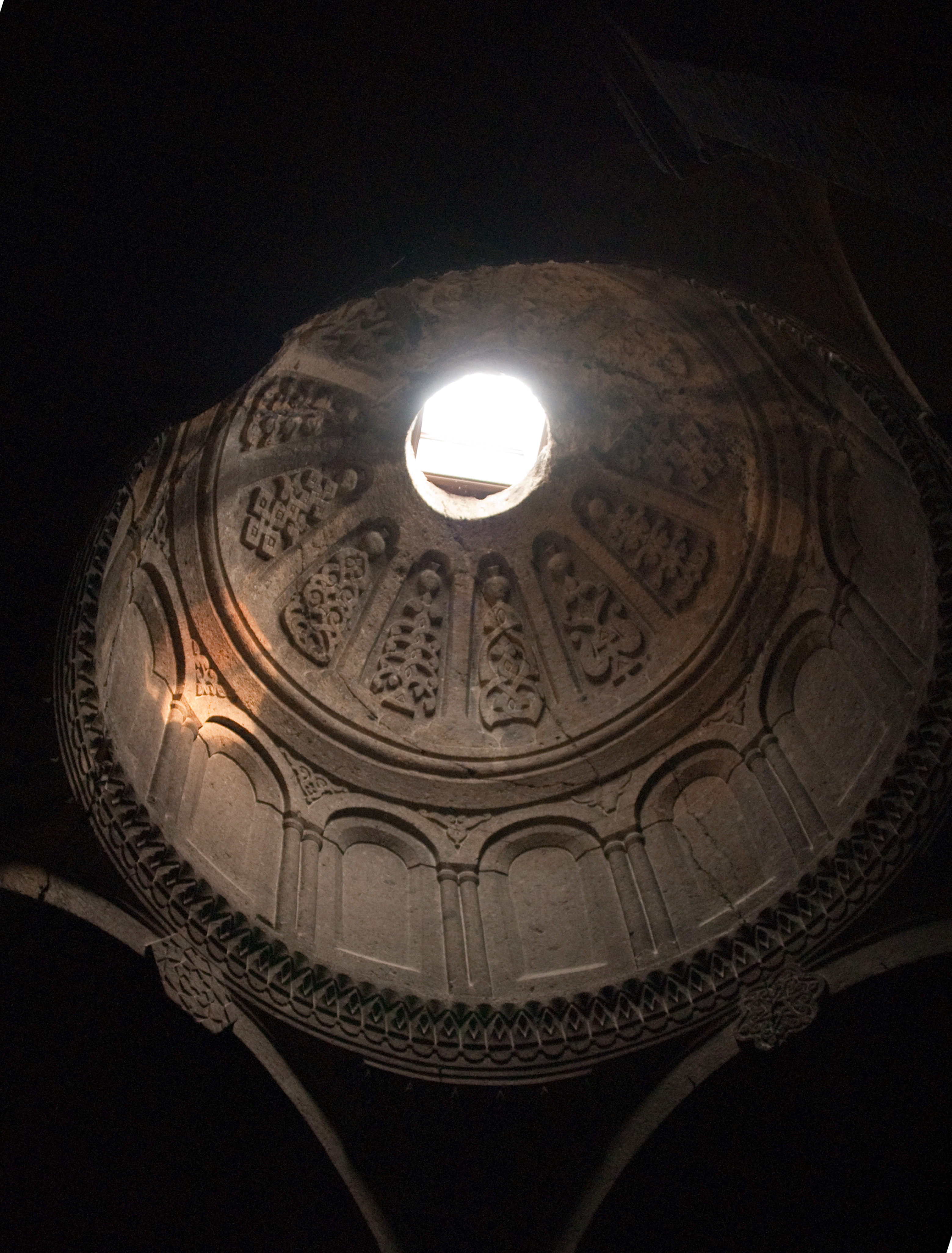
Kopuła w kościele Proszian
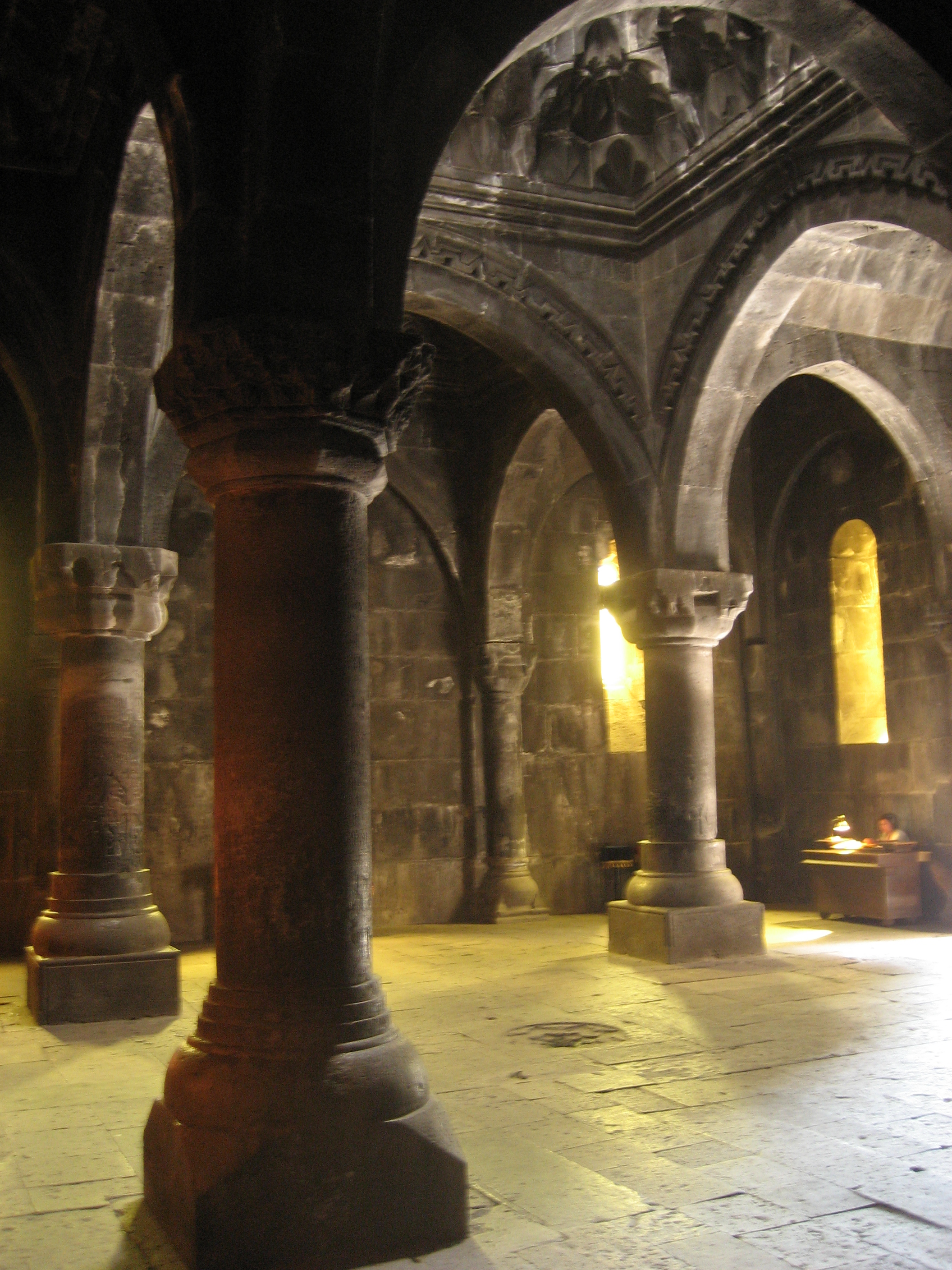
Narteks w kościele głównym
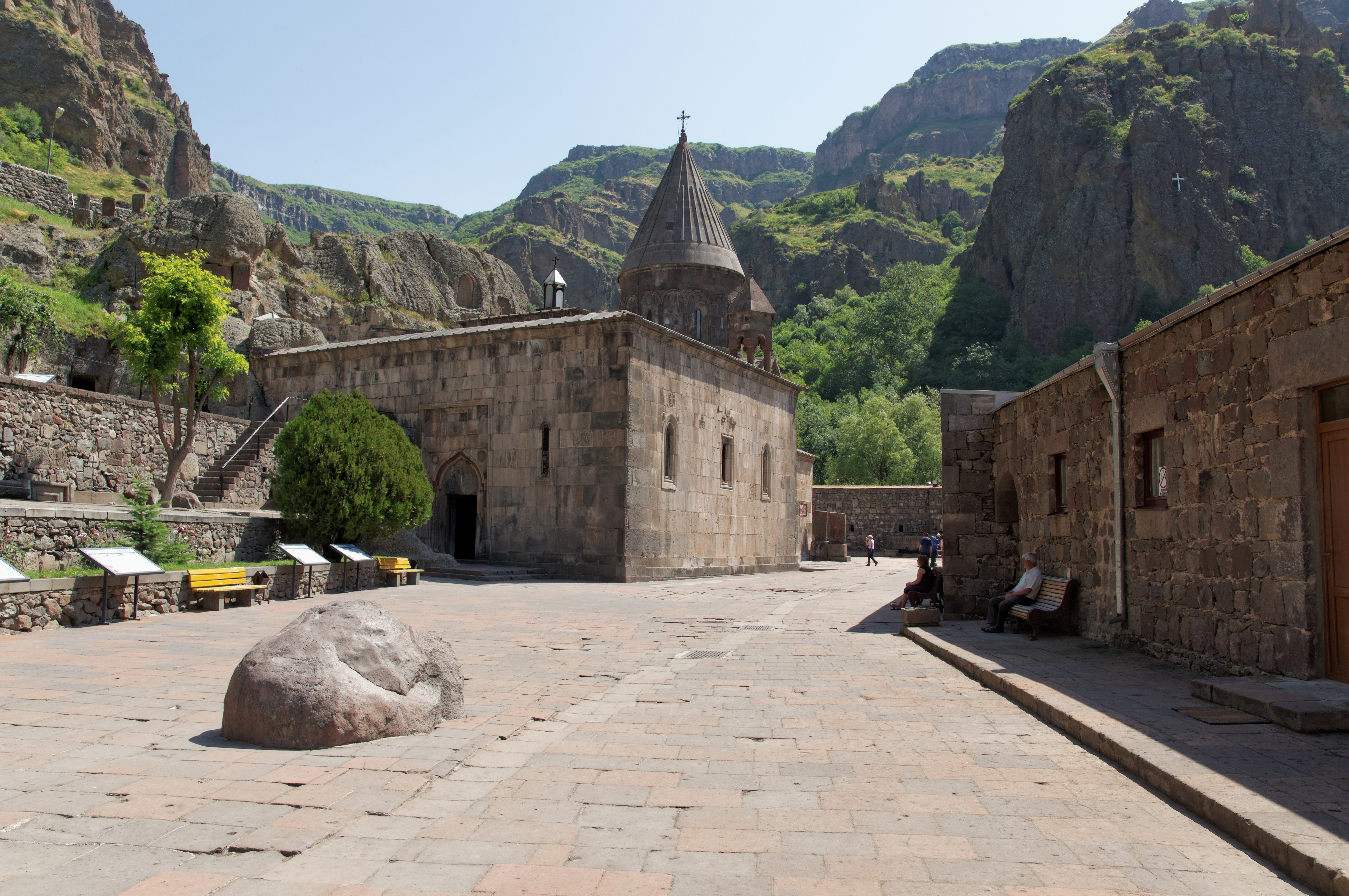
Główny kościół klasztoru Geghard